# Corea prehistórica

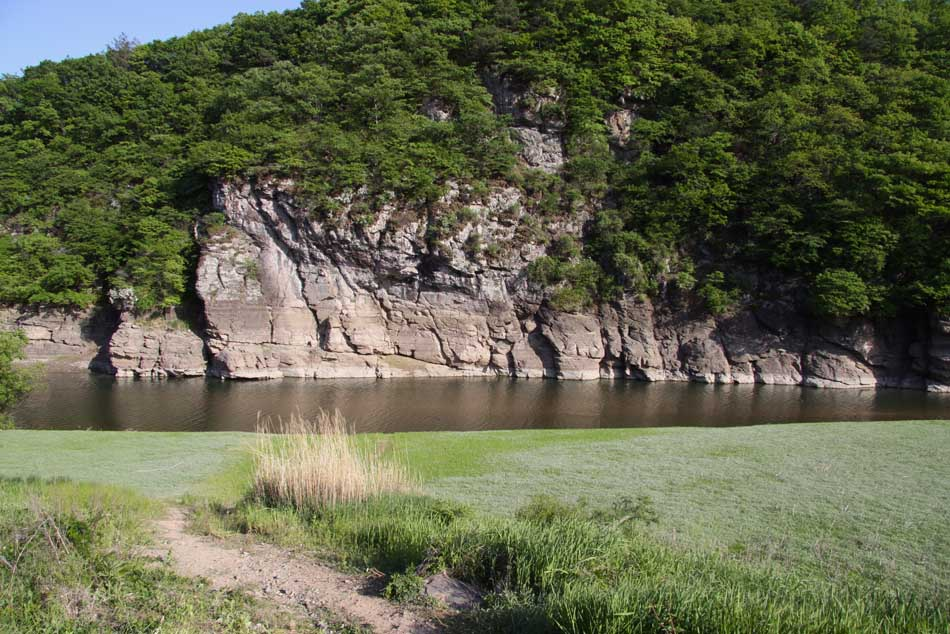
Vista general del yacimiento de Bangudae (entre 7000 y 3500 a. C.).

Corea prehistórica es la era de la existencia humana en la Península de Corea para la que no existen registros escritos. No obstante, constituye el mayor segmento del pasado coreano y es el principal objeto de estudio en las disciplinas de arqueología, geología y paleontología.
Para el Paleolítico, los primeros descubrimientos datan de 1964, en el sitio Sookjang-ni por el profesor Pokee Sohn, de la Universidad Yonsei. El paleolítico antiguo está informado por las herramientas de piedra tallada, que datan de hace entre 700 000 y 300 000 años atrás. Entre estas herramientas hay piedras redondas enigmáticas, similares a las bolas actuales. Por otro lado, los fósiles correspondientes son casi inexistentes. El testigo de este tipo, el homínido más antiguo de Corea, podría ser un Homo erectus fechado, con algunas reservas, de unos 300 000 años. La presencia de Homo sapiens está avalada por un mayor número de índices, pero las fechas deben ser revisadas. La última glaciación, en el Paleolítico reciente, generó profundos cambios en las poblaciones de animales y plantas.
Al comienzo del Holoceno y bajo un clima más templado, las primeras cerámicas aparecieron alrededor del año 10 000 a. C. en poblaciones que practicaban la recolección, la pesca y la caza, a menudo cerca de costas y ríos. Estos medios de vida persisten durante milenios mientras el hábitat se dispersa, aparentemente en función de una forma de resistencia al surgimiento de cualquier poder. Estos pueblos neolíticos están formados por grupos muy pequeños, en un promedio de cinco a veinte viviendas semienterradas. Los cultivos, especialmente el mijo, son todavía una pequeña contribución. Las incisiones de roca más antiguas parecen evocar de pescadores, que practican la caza de ballenas en barco. El famoso sitio de Bangudae evoca toda una gama de escenas de caza y pesca con muchos tipos de animales, en un conjunto monumental de grabados cerca de un río y no muy lejos del mar. A partir de este período que va hasta alrededor del 1500 a. C. la cerámica se renueva constantemente. La que tiene una decoración de «peine» se extiende durante el Neolítico medio sobre casi toda la península y luego desaparece.
El cultivo de arroz se desarrolló en la Edad del Bronce (1500-300 a. C.), se estableció en una sociedad jerárquica . El bronce en forma de herramientas o armas fue de un uso limitado. Las armas de bronce se han encontrado en las tumbas como objetos de prestigio, que a veces en forma de sustitutos realizadas de piedra y hierro se utilizaron de alguna manera en las nuevas prácticas agrícolas. Los grabados rupestres continúan siendo practicados y es el momento del dolmen en Corea. En este nuevo contexto las tribus de Corea están constituidas en confederaciones, donde aparecen los primeros reinos. La siguiente época, conocida como los Tres Reinos de Corea del siglo I a. C. al siglo VII, Corea entró en la historia con la influencia china manifestándose tanto políticamente como en términos de ideas: confucianismo y budismo se impuso entre las élites antes de alcanzar a toda la sociedad.

## Prehistoria geológica
La prehistoria geológica es la parte más antigua del pasado de Corea. Las rocas más antiguas de Corea datan del Precámbrico. El sistema Yeoncheon corresponde al Precámbrico y se distribuye por Seúl y se extiende hasta Yeoncheon-gun en dirección noreste. Se divide en parte superior e inferior y está compuesta de esquistosoma de cuarzo-biotita, mármol, silicato de lima, cuarcita, esquisto de grafito, esquisto de mica-cuarzo-feldespato, esquisto de mica, cuarcita, gneis de augen —con grandes granos— y granítico con gneis granate. La península de Corea tuvo una prehistoria geológica activa a través del Mesozoico, cuando se formaron muchas cadenas montañosas, y lentamente se volvió más estable en el Cenozoico. Las principales formaciones mesozoicas incluyen el Gyeongsang Supergroup, una serie de episodios geológicos en los que granitos de biotita, lutitas, areniscas, conglomerados de andesita, basalto, riolita y toba que se colocaron sobre la mayor parte de la actual provincia de Gyeongsang-do. A diferencia de Europa, pero también de África y India, que también están más pobladas por hombres, Corea, en el otro extremo del continente euroasiático, ha tenido prácticas en la piedra, sorprendentemente estable durante períodos muy largos.

## Periodización
Los historiadores en Corea usan el sistema de tres edades para clasificar la prehistoria coreana. Este sistema se aplicó durante el período de colonización japonés post imperial como una forma de refutar las afirmaciones de los arqueólogos coloniales, japoneses imperiales, que insistían en que, a diferencia de Japón, Corea no tenía «Edad de Bronce».
- Periodo de la cerámica Chulmun o Jeulmun ("Neolítico") 8000-1500 a. C.:
- fase 1: 8000-6000 a. C.[4]
- fase 2: 6000-3500 a. C.[5]
- fase 3: 3500-2000 a. C.[6]
- fase 4: 2000-1500 / 1000 a. C.[7]
- Periodo de la cerámica Mumun (Edad de Bronce) 1500 / 1000-300 a. C.[8][9][10]
- Periodo de Samhan / Proto-Tres Reinos (Edad de Hierro) 100 a. C. a 300 d. C.

Hay algunos problemas con el sistema de tres edades aplicado a la situación en Corea. Esta terminología fue creada para describir la Prehistoria de Europa, donde el sedentismo, la cerámica y la agricultura se unen para caracterizar la etapa neolítica. El esquema de periodización utilizado por los arqueólogos coreanos propone que el Neolítico comenzó el 8000 a. C. y duró hasta 1500 a. C. Esto a pesar del hecho de que los estudios paleoetnobotánicos indican que el primer cultivo no comenzó hasta alrededor del año 3500 a. C. El período de 8000 a 3500 a. C. corresponde a la etapa cultural mesolítica, dominada por la caza y la recolección de recursos tanto terrestres como marinos.
Los arqueólogos coreanos tradicionalmente —hasta la década de 1990— utilizaron una fecha de 1500 o 1000 a. C. como el comienzo de la Edad del Bronce. Esto a pesar de que la tecnología de bronce no se adoptó en la parte sur de la península de Corea hasta alrededor del 700 a. C., y el registro arqueológico indica que los objetos de bronce no se usaron en relativamente en grandes cantidades hasta después del 400 a. C. Esto deja a Corea con una Edad de Bronce adecuada, aunque relativamente corta, ya que la metalurgia de bronce comenzó a ser reemplazada por metalurgia ferrosa poco después de haberse extendido.
Algunos prehistoriadores coreanos y chinos no utilizan periodos de uso en occidente —Paleolítico Inferior, Medio y Superior— sino únicamente dos: Paleolítico antiguo y reciente. Por otro lado, una diferencia notable entre Europa y Corea: el Paleolítico antiguo parece durar hasta la llegada del Homo sapiens en el Paleolítico superior. Mientras que Europa distingue al Paleolítico Medio relacionado con el Hombre de Neanderthal. Es difícil trazar límites entre el Paleolítico Inferior, Medio y Superior debido a su largo uso de la piedra, la única distinción entre el Paleolítico temprano y el tardío es utilizada a menudo por los paleontólogos coreanos, al igual que algunos de sus cercanos historiados prehistóricos de China.

## Paleolítico inferior, medio y superior
El Paleolítico en Corea, entre 700.000 y 10.000 años , corresponde al Pleistoceno medio (781 000-126 000 años) y el Pleistoceno tardío —aproximadamente 126 000 años.-11 700 años, la parte superior del Pleistoceno y la primera período del período Cuaternario—. Algún sitio no parece estar datado antes de la Inversión magnética de Brunhes-Matuyama, es decir, anterior a 780.000 años.
Este período tuvo variaciones muy fuertes del clima que transforman la composición de la fauna y la flora. Al comienzo de la fauna del Paleolítico Inferior se encuentran el Pleistoceno, especialmente los grandes mamíferos se mantienen hasta el final del Paleolítico: el tigre dientes de sable —que desaparece-10.000 años—, el rinoceronte lanudo —que desaparece-12 000 años—, el bisonte estepario —desaparece-10 000 años—. Los sitios, en Corea, apenas permiten la conservación de los restos óseos, es por las herramientas de piedra —la industria lítica— que se puede datar en su contexto estratigráfico y más antigua evidencia paleo-ambiental de la presencia humana, la de Homo erectus, y se remonta por lo menos 500 000 años, con una producción de bifaces, sobre los 700 000 años. Estos son producidos con guijarros, por grandes tallas, como en África e India, a diferencia de Europa, que procede de tallas más finas y con retoques. El hecho de tener un borde más agudo no aparece, en todas partes, como una necesidad. Pero las diferencias entre las producciones, en el mundo, no se detienen allí. Los antiguos hombres del Paleolítico de Corea produjeron piedras formadas en poliedros, luego cuidadosamente redondeadas por martilleo. El resultado, un esferoide, que logró la perfección de una bola. La utilización que se conoce consiste en una arma de dos bolas conexionadas por un sistema de cuerdas, realizado para capturar animales, con este objeto es arrojado a las patas de la presa que la deja impedida al instante. Estas bolas de piedra eran muy comunes en Corea y existían en la prehistoria de China, a diferencia de Europa que eran muy escasas.El nombre de «bolas» fue dado por los prehistoriadores a las esferas de piedra en su mayoría paleolíticas, por analogía de las boleadoras sudamericanas.

### Paleolítico inferior (700 000-100 000)

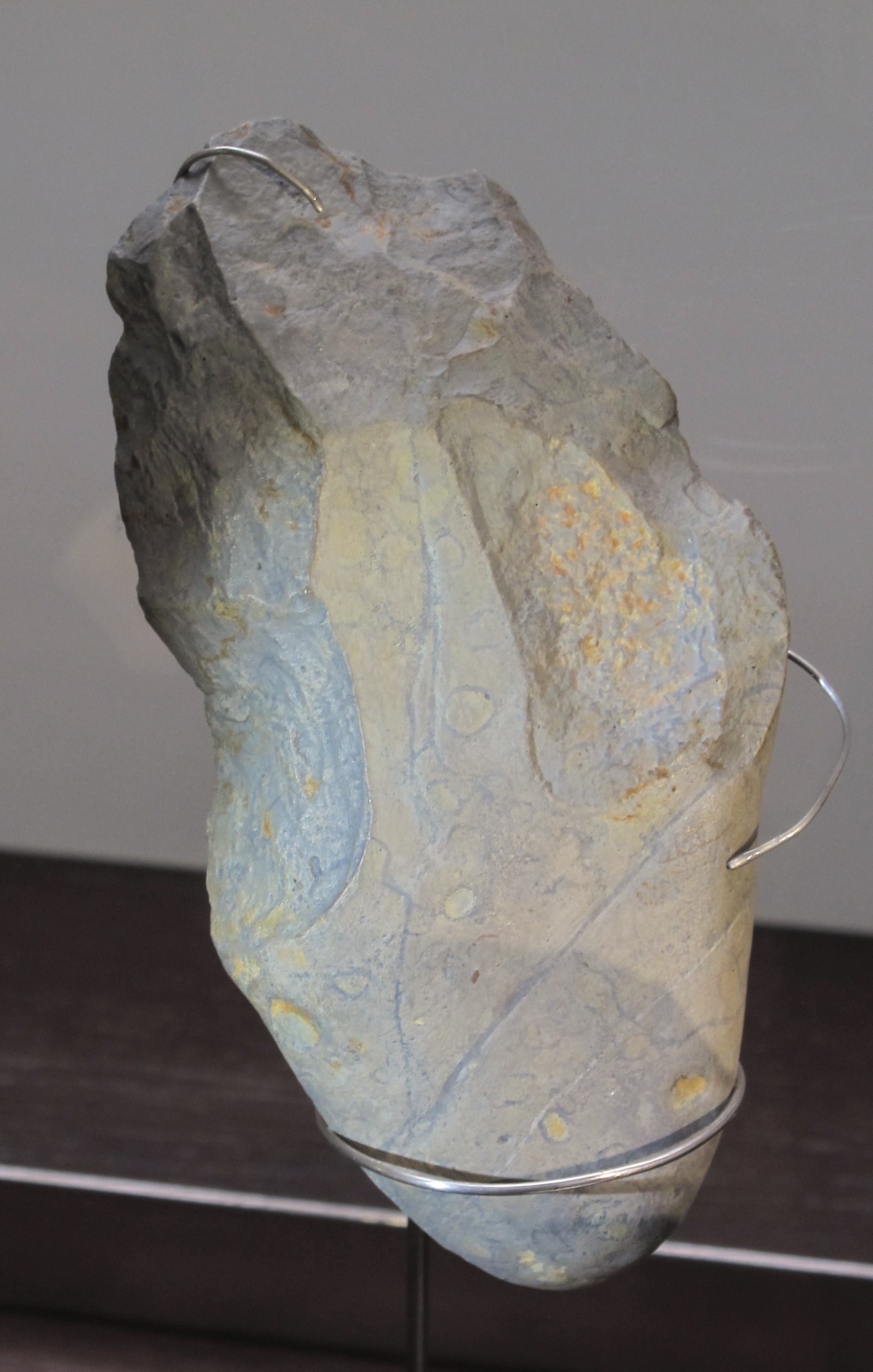
Bifaz del Paleolítico inferior. Yacimiento de Seokjangni. Corea.

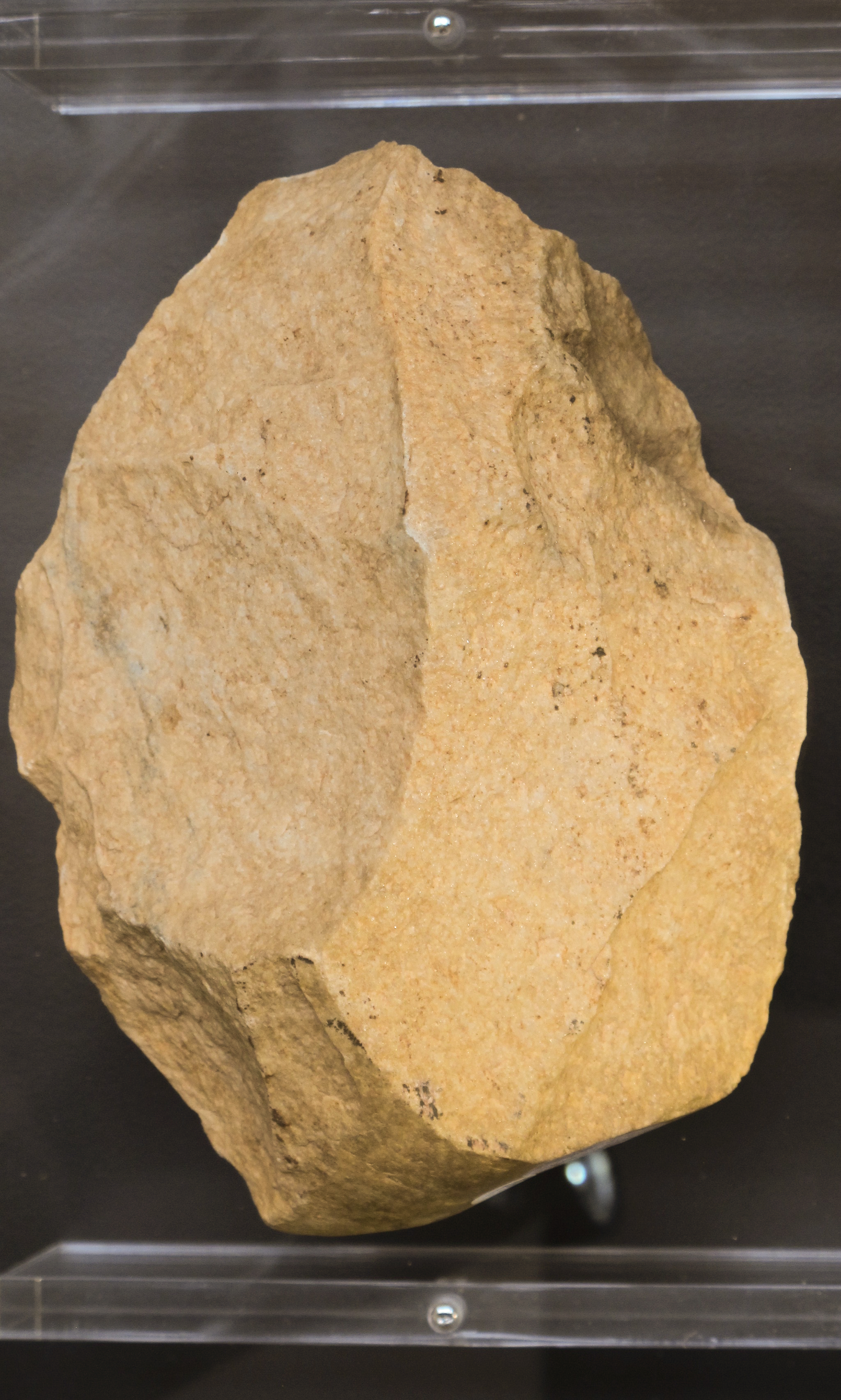
Bifaz del Paleolítico inferior. Cuenca del río Imjin-Hantan de Corea. Colección de la Universidad Yonsei en Corea.

Las primeras herramientas paleolíticas de Corea del Sur se descubrieron en la cueva de Geum-gul. Sin certeza absoluta se ha datado entre los 700 000 y los 500 000 años. La aplicación de un nuevo método de datación, llamado núclidos cosmógenos 26 Al/10 Be, permitió que se pudiera dar una edad máxima de 600 000 años para el sitio Wondang-Jangnamgyo. En el yacimiento exterior Mansu-ri, las más antiguas datadas por este método son de 500 000 años. Estos utensilios parecen tener que atribuirlos a los del Homo erectus. Malogradamente los restos de hominina antiguos son bastante raros en Corea, casi inexistentes. La presencia del Homo erectus parece estar indicada por un fósil descubierto en Corea del Norte y situado dentro de un nivel alrededor de 300 000 años. Esto puede parecer singular debido a la proximidad de los numerosos restos de Homo erectus en el sitio Chino de Zhoukoudian. Pero en Ryonggok en Corea del Norte, varios cráneos que se encuentran bastante bien conservados parecen pertenecer a hombres modernos (Homo sapiens) con presencia de caracteres arcaicos. Se ha propuesto otro escenario para estos cráneos: serían una prueba de a hibridación entre los autóctonos del tipo Homo de mediados del Pleistoceno —o quizás una
aparición tardía del Homo erectus— y los nuevos migrantes. humanos modernos en la región. Su estudio continúa. Por último, se han encontrado rastros de los primeros Homo sapiens del Paleolítico Inferior en muchos puntos en Corea del Norte,en cuevas excavadas de manera rigurosa.
Por lo que concierne a Corea del Sur, un estudio sobre sitios del Paleolítico inferior, se realizó en 2011, donde se dieron para las fechas de enterramiento de varios bloques de cuarzo correspondientes a este período: aproximadamente entre 394 000 años (sitio Wondang-Jangnamgyo) y 479 000 años (el sitio Mansu-ri mencionado anteriormente). Esto ofrece una edad mínima para el momento en que se depositan las industrias líticas correspondientes. De hecho, la datación es particularmente delicada aquí y los métodos de datación uranio-torio (U/Th) y por isótopos cosmogénicos (Al/Be) han sido confrontados con muchos otros. En Corea del Sur no se pueden atribuir restos humanos al Paleolítico inferior, porque son en su mayoría sitios al aire libre cuyos suelos ácidos no permiten la preservación de los huesos. ünuicamente las cuevas de piedra caliza en la parte norte-central del país han dado fósiles que datan desde el Paleolítico superior hasta los tiempos modernos. Este estudio del 2011,sobre el Paleolítico inferior, presenta la aparente homogeneidad y continuidad de las prácticas, ya sea en el trabajo de piedra tallada (bifaces, guijarros tallados y poliedros) o la relación que supone esta producción con la economía de estas poblaciones (medios de subsistencia, etc.). Los antiguos sitios del Paleolítico se localizan con frecuencia cerca de cursos de agua y, a veces, cerca de las costas del mar del Japón. Más a menudo a baja altitud (≤ 100 m ), incluso en el caso de refugios rocosos o cuevas, entre 135 m (cueva Geum-Gul) y 430 m (cueva Jeommal-Yonggul). Los restos de fauna conservados en cuatro sitios de cuevas o refugios rocosos indican la presencia dominante de ciervos (ciervos rojos en particular) y moschidae (ciervos almizcleros).
Las herramientas —herramientas de corte, bifaces, picos, poliedros hendidores, esquirlas retocadas etc.— se tallaron sobre guijarros, bloques y esquirlas, produciendo muchos núcleos líticos abandonados. Los guijarros tallados y las astillas son, con frecuencia, piezas grandes. Las esquirlas retocadas, abundantes en Europa, son poco numerosas en Corea, a menudo presentan una especie de respaldo en la parte posterior sin tallar, además, casi todas las herramientas tienen alguna parte restante del estado bruto original. Estos apoyos son tomados dentro de los temas seleccionados que dependían de los recursos disponibles a nivel local, pero esta elección varía, principalmente, según el proyecto del autor y de su utilización.
La presencia conjunta en Corea de poliedros (en 33 sitios), esferoides (15 sitios) y bolas (6 sitios), así como la misma escala de volúmenes, entre 233 y 1.426 cm³ para estos tres tipos de herramientas y la presencia, en los tres tipos de rugosidades, todo esto parece indicar que pertenecen a la misma familia. Los esferoides aparecen como bolas sin terminar. La pregunta de cual fue su uso y que permanece como solución mayoritaria por los prehistoriadores, es que era la de hacer armas para cazar, aunque todavía es difícil de sostener. Estas herramientas aparecen en su mayor parte en sitios al aire libre, y también en sitios de ocupación de cuevas. La misma familia de objetos con el mismo método de configuración y las mismas morfologías, se encuentra en China, en el sitio de Dingcun.

### Paleolítico medio (100 000-40 000)
Este período está poco considerado en Corea,30 el antiguo Paleolítico se extiende hasta la llegada del Homo sapiens en el Paleolítico superior.
En el Paleolítico medio todavía existían grandes carnívoros, como el oso gigante de Corea —también presente en China—, el carnívoro más grande de las cuevas, estuvo presente entre los años 126 000 y los 30 000. Otros carnívoros ocuparon estas cuevas: el tigre asiático, el perro mapache, junto con el lobo y el zorro. En este ambiente temperado donde la biodiversidad es importante, el oso coreano alrededor de muchos ciervos —incluyendo el ciervo rojo—, macacos, rinocerontes, caprinos y búfalos. Los grandes carnívoros desaparecieron al final del Paleolítico medio, hace unos 40 000 años.
El trabajo de la piedra realizado en este periodo es más fino en herramientas de menor tamaño. Los cérvidos del Pleistoceno medio (Paleolítico temprano) y del Pleistoceno tardío (Paleolítico medio) también son, aproximadamente, los encontrados en el sitio de Zhoukoudian en el norte de China.
El trabajo de la piedra realizado en este periodo es más fino en herramientas de menor tamaño.

### Paleolítico superior (40 000-10 000)

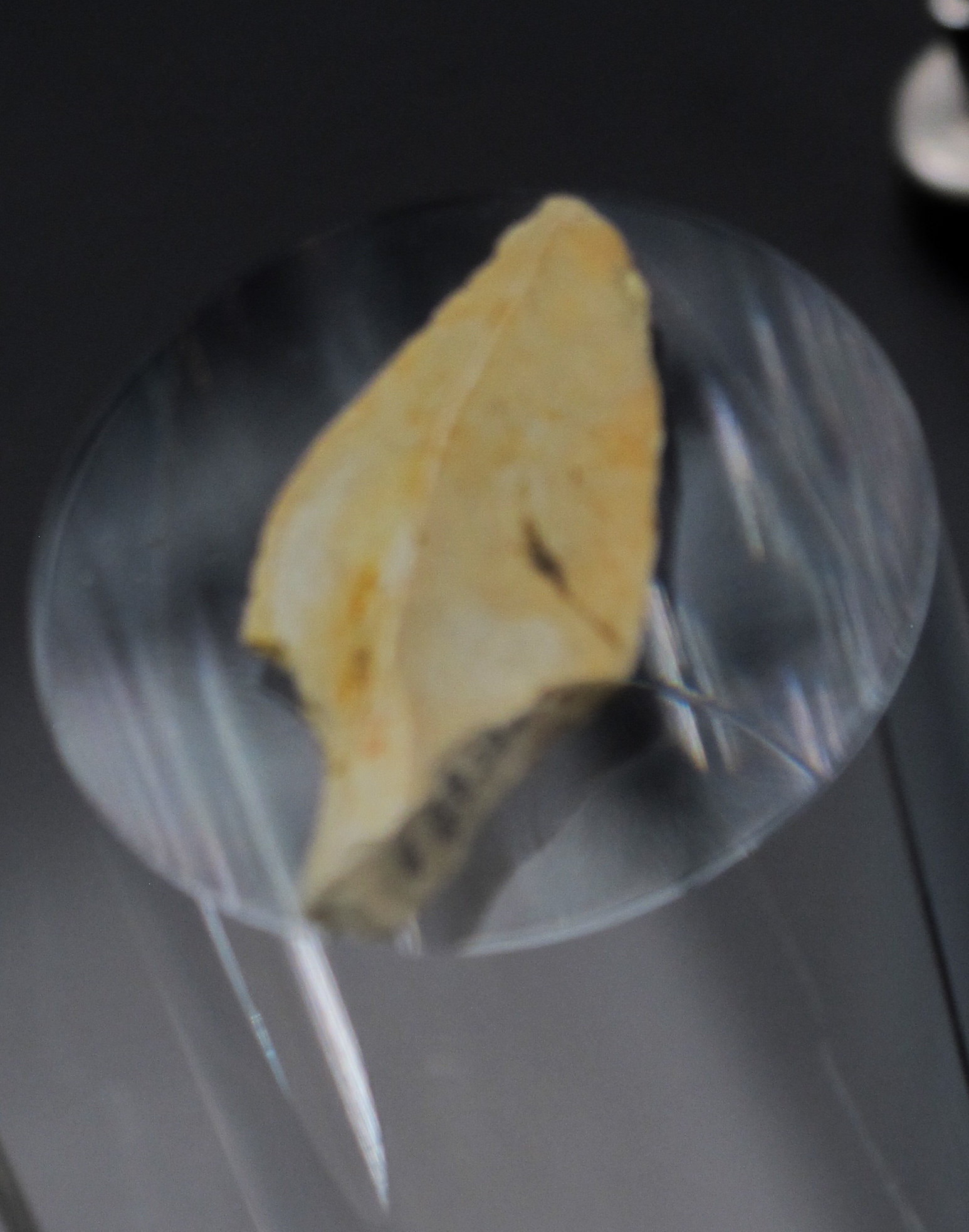
Punta pedunculada del sitio de Yongho-dong. Corea. Fundido. Colección del Museo de la Universidad Hananm.
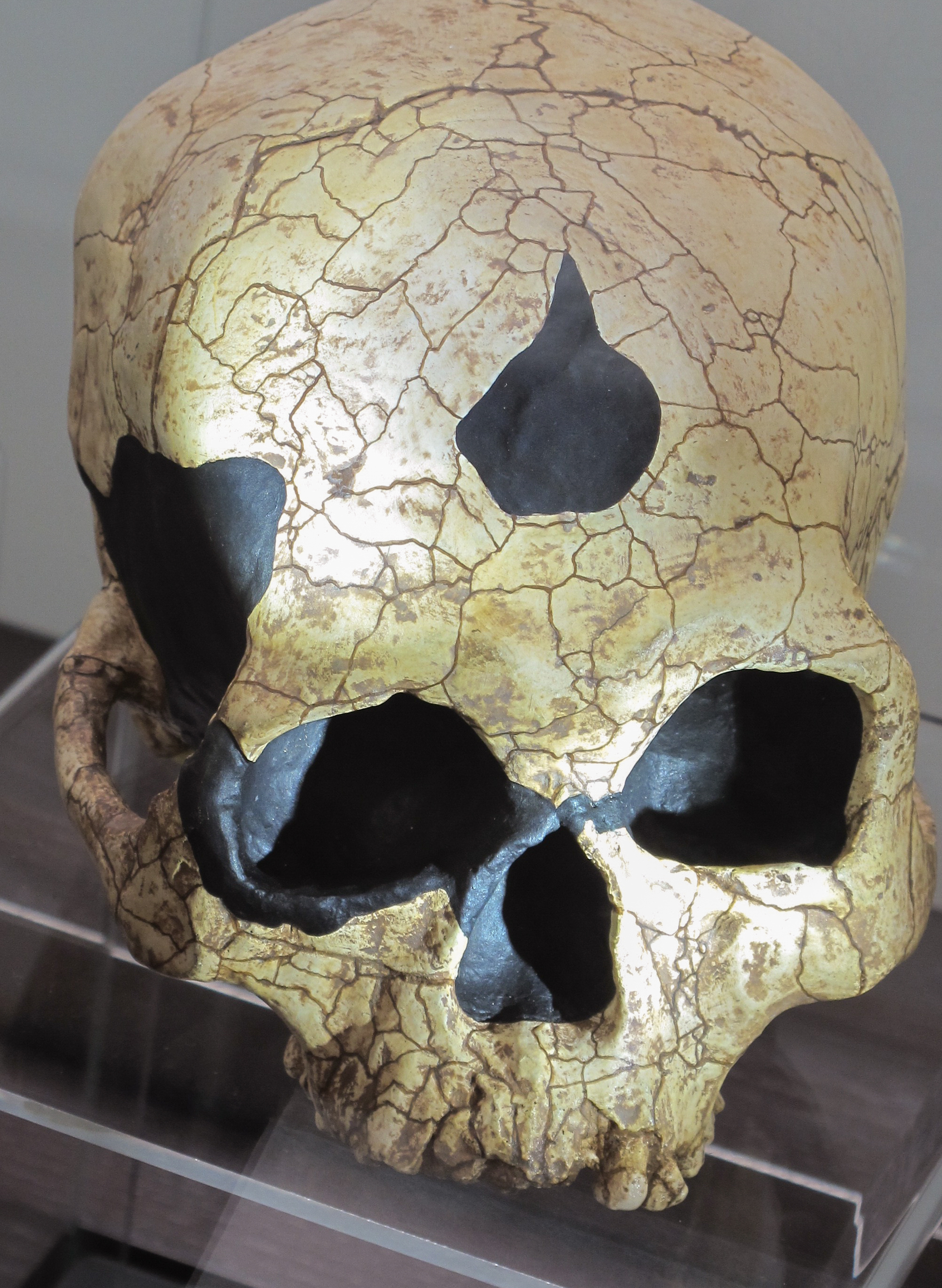
Cráneo de un Homo sapiens. Ryonggok Cave 1 34, Corea del Norte. Paleolítico reciente.
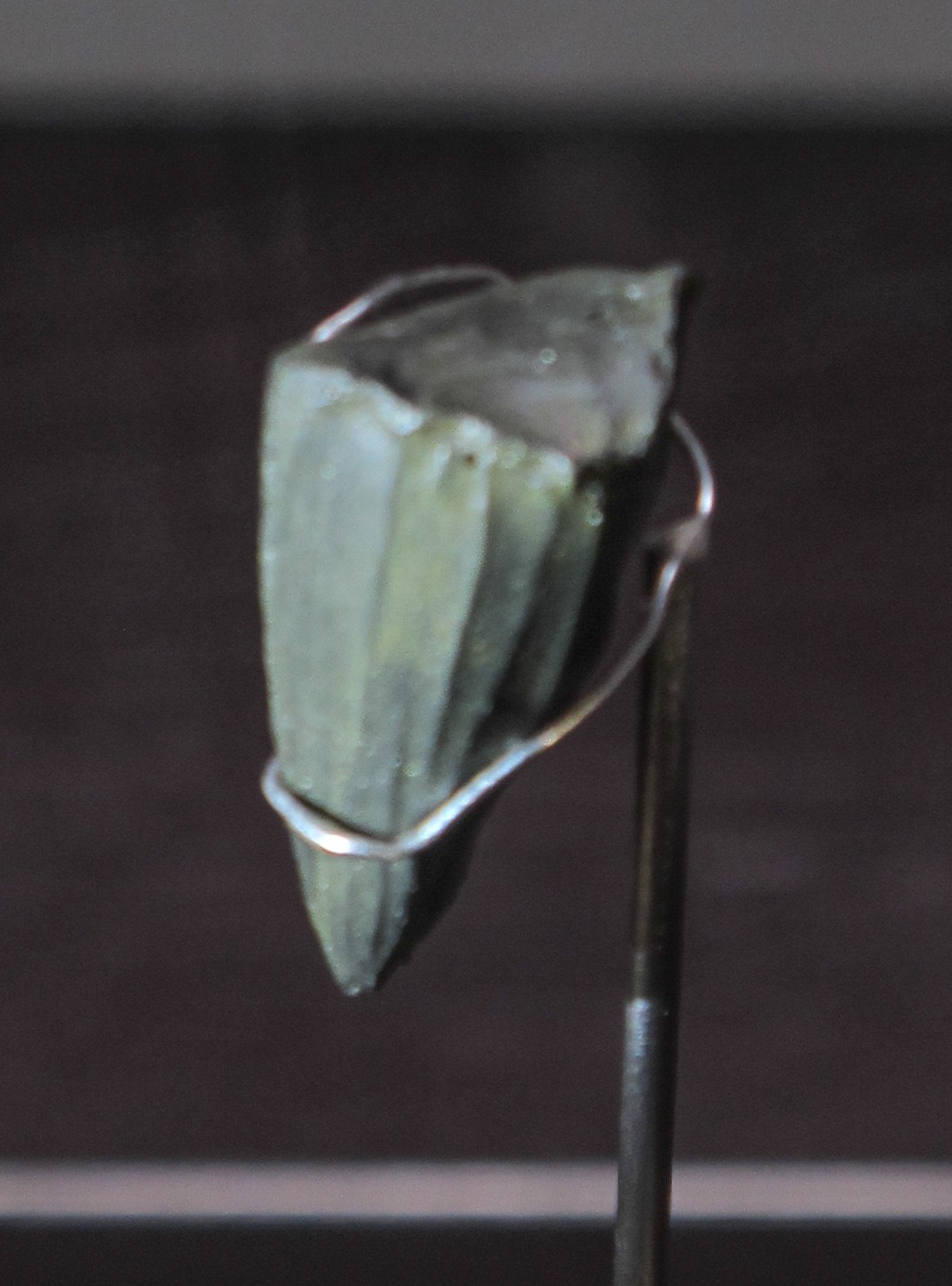
Paleolítico reciente. Núcleo laminar, H. 32 mm. Sitio de Seokjangni, Corea del Sur.

El profesor Pokee Sohn descubrió, en 1974, restos humanos del Paleolítico Superior —abrigo bajo roca Sangsi 1— se ha fechado en 37 000 años por datación uranio-torio.
Corea se distingue por su apego a las tradiciones adaptadas a su entorno. Las materias primas, métodos y técnicas de sobrantes y herramientas cambian muy lentamente, mientras se mantiene una base técnica común durante la larga duración del Paleolítico. La distinción es evidente entre el Paleolítico antiguo y el reciente: donde se ven aparecer las lamas de las piezas pedunculadas, a veces, con rocas traídas de muy lejos, como la obsidiana. Además, los objetos de arte más antiguos descubiertos —colgantes, representaciones humanas o animales— se remonta al período paleolítico reciente: por ejemplo, una madera con una incisión bovina con pequeñas cruces y un pequeño plato de hueso pulido de Corea del Norte, perforado por pequeños agujeros alineados que evocan una cara.

## Mesólitico y Neolítico (10 000-1500)
Este período cubre la primera parte del Holoceno (los últimos 10 000 años, la segunda etapa de la era Cuaternaria), de alrededor de entre 10 000 a 1500 a. C.

### Mesolítico

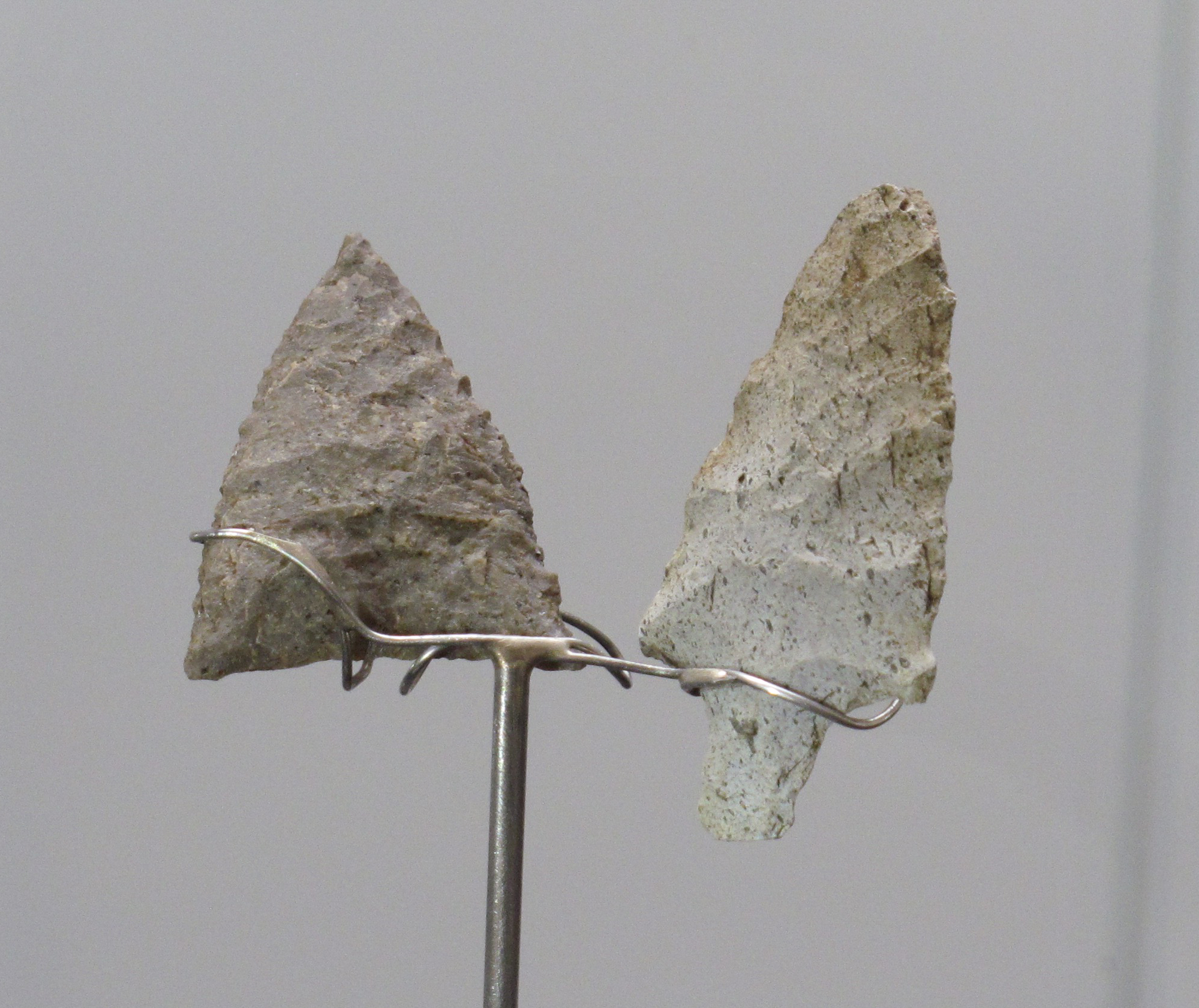
Puntas de flecha. Sitio de Goson-ri, Corea. Mesolítico. Colección del Museo Nacional de Jeju.

Durante largo tiempo se ha pensado que hubo una desaparición de la ocupación humana durante el Mesolítico, pero los recientes descubrimientos de microlitos atestiguan la existencia de un mesolítico coreano. Los paleo-asiáticos, previamente dispersos en Siberia, comienzan a emigrar a Corea alrededor del año 10 000 a. C. y asimilar los pueblos indígenas. Con el calentamiento progresivo —fin de la glaciación—, la población humana aumentó y avanzó más profundamente en la península. Las leyendas hablan de la llegada del Han-gook alrededor de 7200 a. C. desde el lago Baikal en Siberia.

#### Las primeras cerámicas
Las cerámicas más antiguas de la península de Corea fueron descubiertas en 1994 en las costas este y sur, y datan de alrededor de 10 000 aC: el sitio de Mosan-ni, en la isla más meridional de la península Isla de Jeju. Los puntos de similitud acercan este tipo de cerámica deteriorada a los elementos encontrados en la cuenca neolítica del río Amur que data del período Neolítico en Rusia, y los conjuntos que datan de cazadores-recolectores que practicaban la cerámica del primer Jōmon, en Japón. Este tipo Mosan-ni está hecho de terracota de baja temperatura, con elementos orgánicos y vegetales. También se llama «cerámica primitiva sin decoración». El contexto arqueológico indica el uso de microlitos de cazadores-recolectores de la época. En esta isla, el sitio de Kimnyong-ni también produjo este tipo de cerámica, que todavía se encuentra, entre otros, en el sitio de Ojin-in, distrito de Cheongdo-gun, provincia de Gyeongsang del Norte.

### Mesolítico / Neolítico (8000-1500)

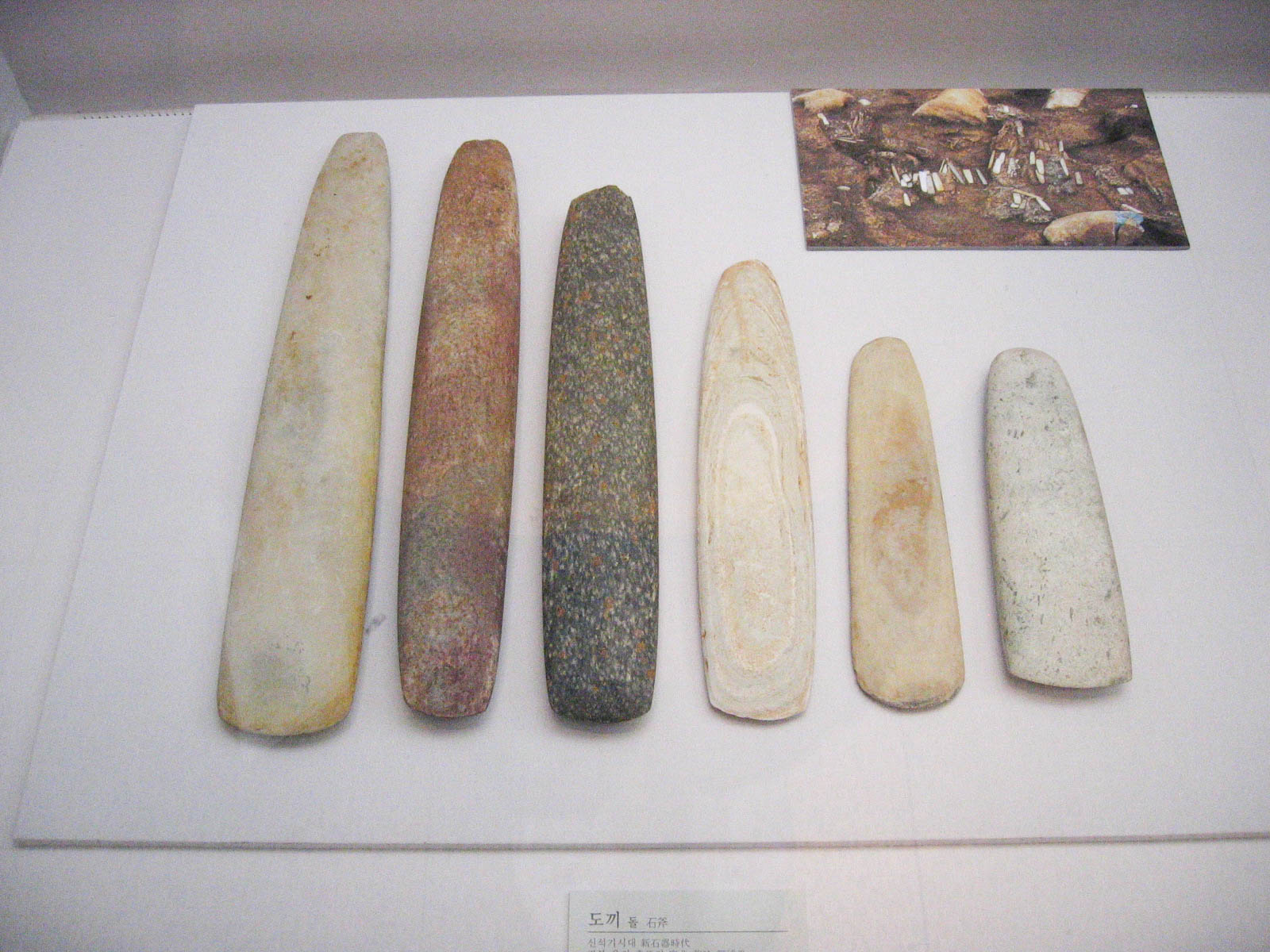
Hachas pulidas neolíticas. Museo Nacional de Corea, Seúl

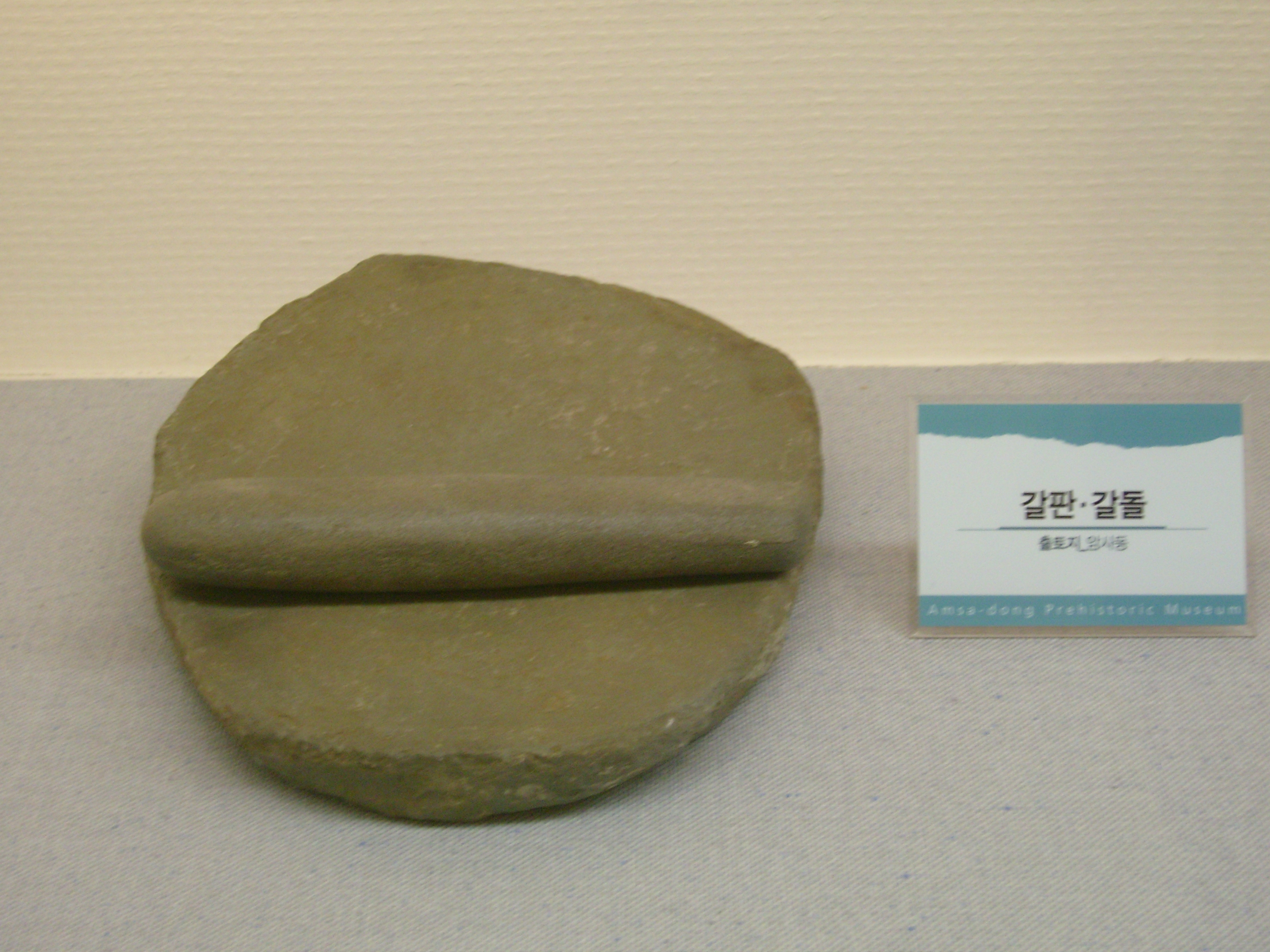
Rueda de piedra y su amoladora. Sitio de Amsa-dong, periodo de la cerámica Chulmun, c. 4000 a. C. Museo Prehistórico de Amsa, Seúl

Los hombres del periodo de la cerámica Chulmun, (8000-1500 a. C.) fueron sedentarios. Se establecieron cerca de cursos de agua o en la costa y vivían principalmente de la pesca y la recolección; guardando sus provisiones. La caza fue secundaria, al igual que la agricultura, que aparece al final de este período. Su cultura, en cerámica, pertenece más al Mesolítico que al Neolítico, estrictamente hablando, porque la agricultura y la cría de animales mantenían un lugar muy marginal. Fosas cavadas para la preservación de las cosechas contienen de alrededor del 5100-4600 a. C., los rastros de bellotas, mijo o soja. A lo largo del tiempo de Chulmun, el cultivo del mijo continuó jugando un papel menor, como el de criar cerdos. Los «pueblos» tenían muy pocas casas, estas viviendas neolíticas están, en general, semienterradas. Estos medios de vida persistieron durante milenios a medida que el hábitat se dispersó, aparentemente como una forma de resistencia al surgimiento de cualquier poder.
Los grabados en roca más antiguos rupestres, parecen evocar la vida de estos pescadores, que practicaban la caza de ballenas en barco. El conocido sitio de los (Petroglifos de Bangudae) representa una variedad de escenas de caza y pesca con diferentes tipos de animales, en un conjunto monumental de grabados cerca de un río y no muy lejos del mar del Japón en Corea del Sur.

#### Gravados rupestres

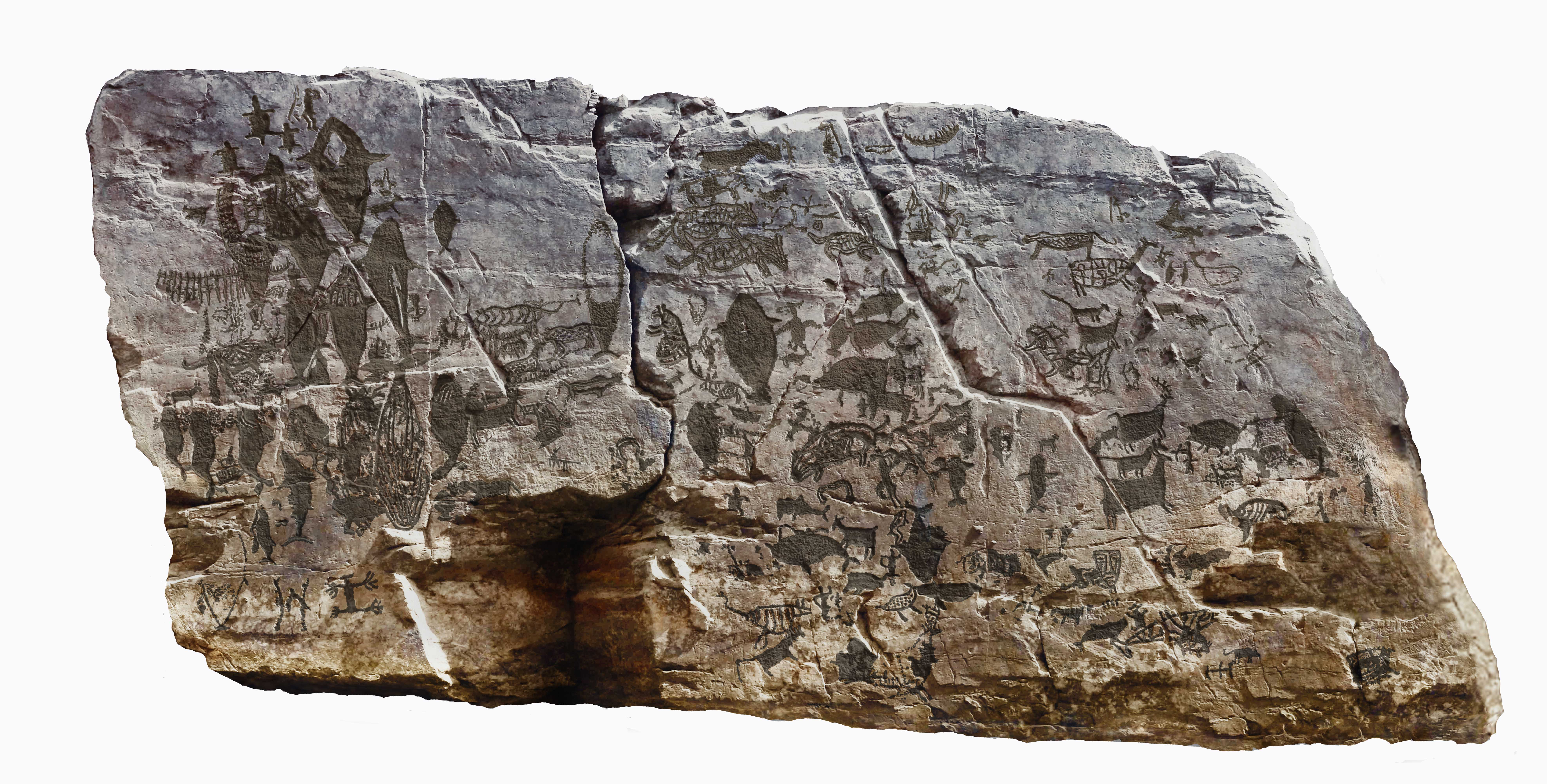
Los Petroglifos de Bangudae, en Ulsan (entre 7000 y 3500 a, C,) Altura 5 m x largo 8 m. Ulsan Petroglyph Museum.

Los petroglifos de Bangudae, parecen corresponder a una forma de vida preagrícola. Como muestra el estado de la investigación del Neolítico de Corea, la agricultura desempeñó un papel muy secundario hasta el final del período de cerámica de Chulmun. Este conjunto monumental de grabados rupestres, fue declarado Tesoro Nacional en 1995, y está desde 2010 forma parte de la Lista del Patrimonio Mundial de la UNESCO.
Los grabados, unos trescientos, presentan, junto con otras representaciones, escenas excepcionales de caza de cetáceos en barcos. La mayoría de los trescientos grabados, obtenidos al estacar o raspar en la cara plana de la lutita, son animales. Las diferentes variedades, unos veinte tipos, representan animales marinos y terrestres. Los marinos incluyen cetáceos, con ballenas del Pacífico Norte, ballenas jorobadas, ballenas grises, cachalotes, tortugas marinas, pinnípedos y peces como el salmón. También se representan aves marinas y animales terrestres como ciervos, tigres, leopardos, lobos, zorros y jabalíes. Esta abundancia de asociación de animales terrestres y marinos en una sola pared vertical que mide 5 m de alto y 8 m de largo, da testimonio del valor único de este sitio.
Los grabados rupestres de Corea se pueden clasificar en tres conjuntos según su situación. El sitio de Bangudae pertenece a un grupo de petroglifos que se encuentran en las inmediaciones de los arroyos y no lejos del Mar del Este (o Mar de Japón). Los sitios de montaña, abiertos en un vasto paisaje, representan el segundo grupo. Por último, las estructuras megalíticas a veces incluyen grabados. Sin embargo, las pistas que aclararían su contexto cultural y fecha, incluso aproximadamente, de estos grabados son muy raros. Los petroglifos de Bangudae, fueron descubiertos en el año 1971 por un equipo de la Universidad Dongguk.

#### Periodo de la cerámica Chulmun

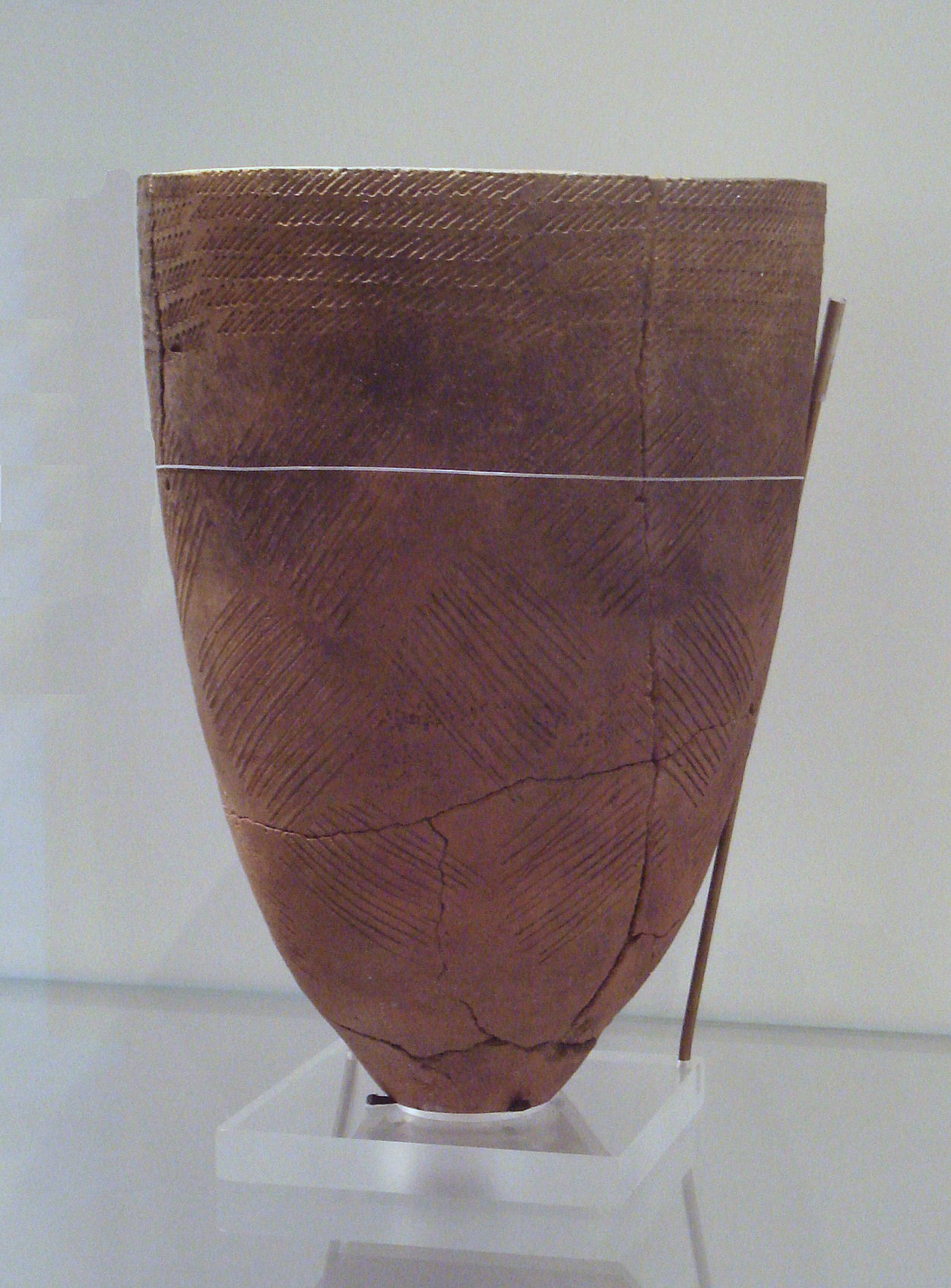
Vasija de barro coreano en el estilo clásico de «peine»sobre todo el recipiente del periodo Chulmun, cerca del 4000 a. C., Amsa-dong. Museo Británico.

La cerámica coreana más antigua que se conoce data de cerca del 8000 a. C. o antes. Esta cerámica es conocida como cerámica de Yunggimun (ko: 융기 문 토기) que se encuentra en gran parte de la península.
La cerámica Chulmun (즐문 토기) se encuentra después del año 7000 a. C., con modelos de decoración con «peine» en toda la superficie del recipiente está y situada bastante concentrada en sitios del centro-oeste de Corea entre los años 3500-2000 a. C., una época en que Amsa-dong y Chitam-ni existieron. La cerámica de Chulmun tiene un diseño básico y similitudes con la de la provincia marítima rusa, Mongolia. Las cuencas de los ríos Amur, Sungari de Manchuria, el Baiyue del sudeste de China y la cultura Jōmon en Japón.

#### Período de cerámica de Mumun
Las sociedades agrícolas y las primeras formas de complejidad sociopolítica surgieron en el período de la cerámica de Mumun (entre los años 1500-300 a. C.). La gente de la península de Corea como en el archipiélago japonés adoptó la agricultura intensiva de campo seco y arrozal con una multitud de cultivos en el Período Temprano de Mumun (1500-850 a. C.).

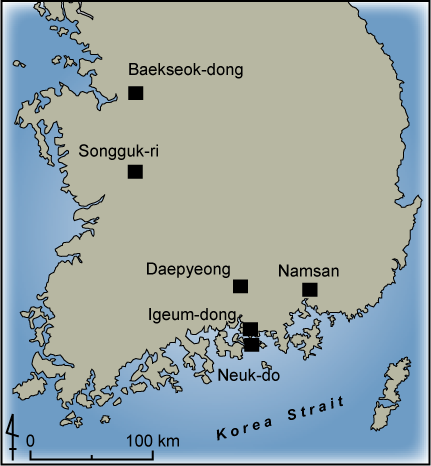
Lugares de asentamiento en el periodo Mumuno.

Las primeras sociedades dirigidas por líderes surgieron en el Mumun medio (850-550 a. C.), y los primeros entierros de élite ostentosos se remontan al último Mumun (c 550-300 a. C.). La producción de bronce comenzó en Mumun medio y se volvió cada vez más importante en la sociedad política y ceremonial de Mumun después del año 700 a. C. Durante el periodo de Mumun fue la primera vez que los pueblos crecieron, se hicieron grandes y luego cayeron: algunos ejemplos importantes incluyen los sitios arqueológicos de Songgung-ni, Daepyeong e Igeum-dong. La creciente presencia de intercambio a larga distancia, el aumento de los conflictos locales y la introducción de la metalurgia del bronce y el hierro son tendencias que indican el final del Mumun alrededor del año 300 a. C. Algunos enterramientos en la última parte del periodo Mumun medio son especialmente grandes y requieren una cantidad significativa de mano de obra para su construcción. Un pequeño número de enterramientos durante el Mumun medio contiene artefactos ceremoniales de prestigio como el bronce, piedra verde, dagas pulidas y recipientes color rojo bruñido.

## Edad del Bronce (1500-300)

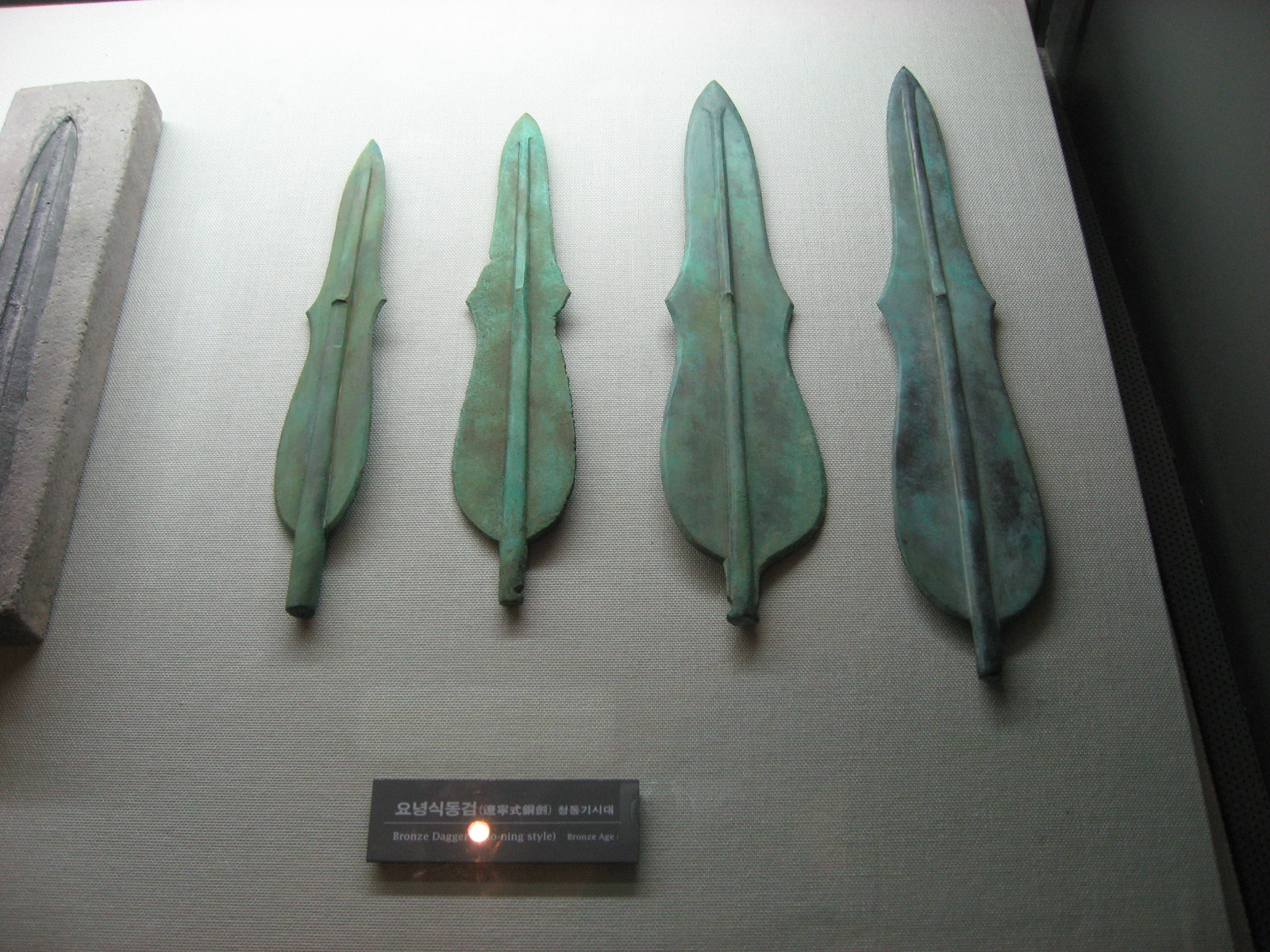
Espadas y dagas de bronce de «tamaño de avispa», estilo Liaoning. Edad de Bronce War Memorial of Korea, Seúl
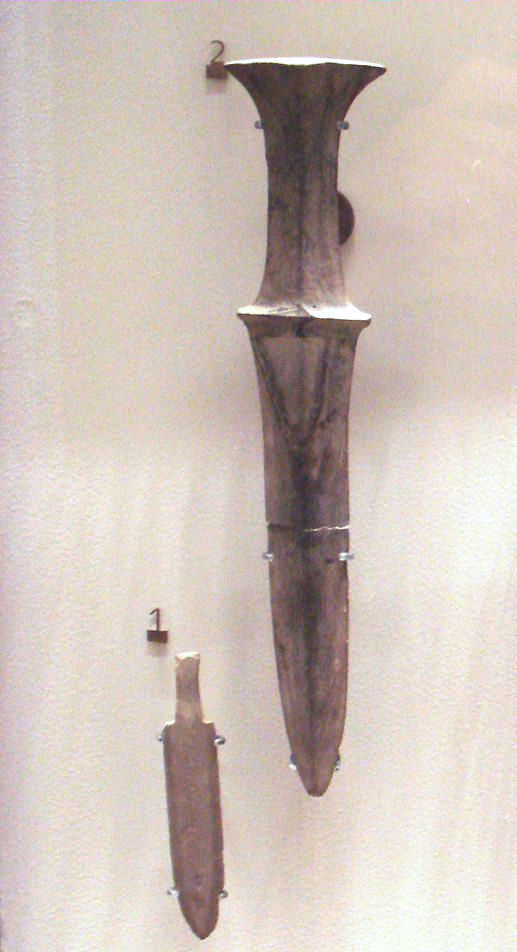
Espadas (altura de 28 cm ) y puntas de flecha de piedra, siglo IV a. C. Museo Guimet
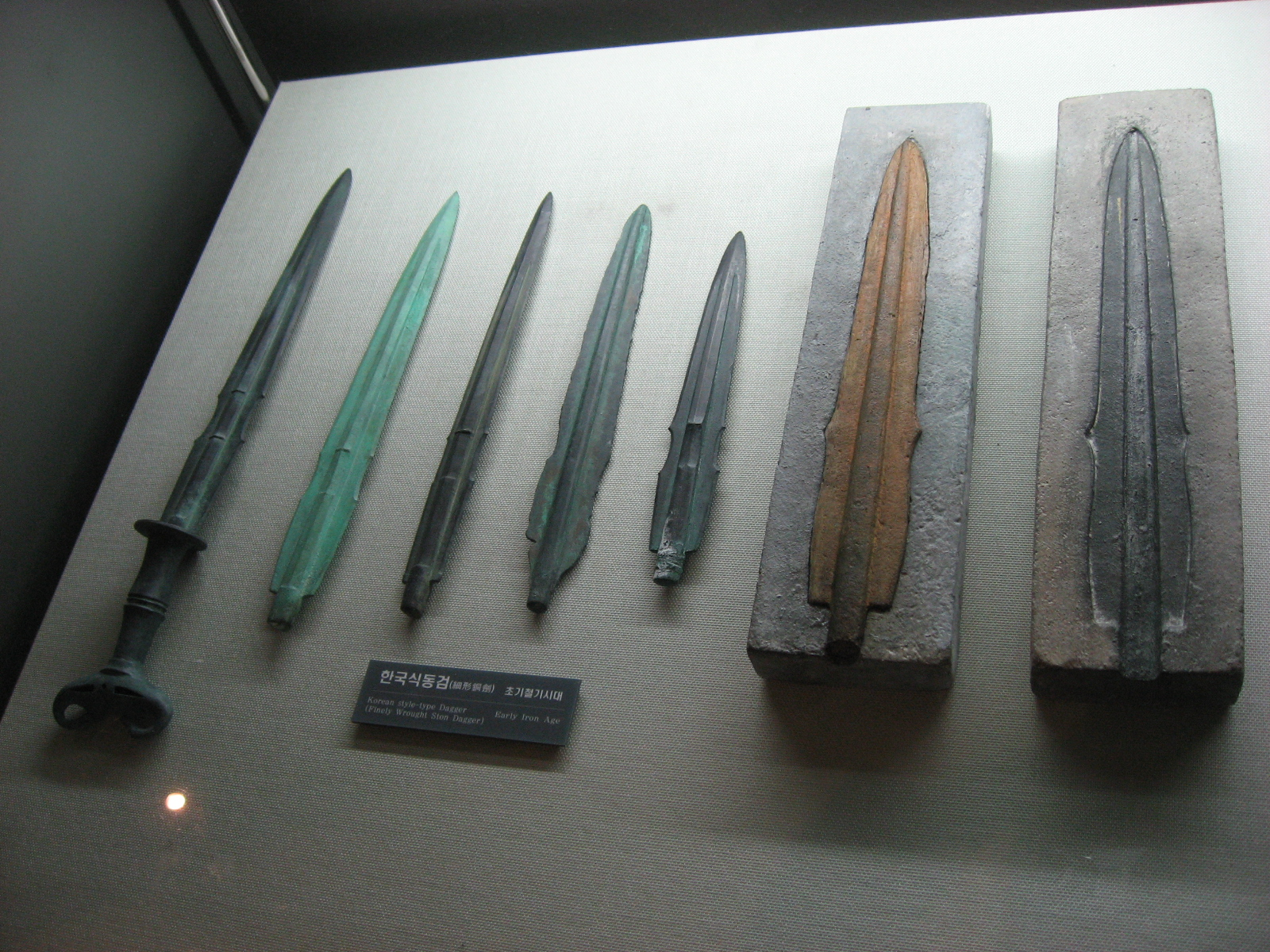
Espadas y dagas de bronce de fina silueta del comienzo de la Edad del Hierro. War Memorial of Korea, Seúl

Según la datación por carbona 14, la Edad de Bronce en Corea aparecería entre 1500 y 1300 a. C. Se caracteriza por la cerámica de Mumun, el uso de piedras pulidas, la generalización de la agricultura y las sociedades jerárquicas. El bronce es de uso común hacia el final del período. La aparición del bronce fue datada del siglo VII, debido a que los primeros bronces se encontraban en la región de la meseta de Ordos en esta época. En 2014, la llegada del bronce del Lejano Oriente parece que data de la época de la cultura Qijia, alrededor del 2000 a. C. La similitud que anteriormente se reportaba con las cerámicas producidas en Liaodong ahora se ve como poco más que una supuesta «influencia». De hecho, la cerámica de Mumun es el resultado de una evolución, interna en Corea, de las cerámicas chulmun.
Los sitios arqueólogicos están situados generalmente en colinas. Las viviendas todavía están semienterradas, pero menos profundas que antes y más bien rectangulares que redondas, como ocurría anteriormente.
Hubo el desarrollo del cultivo de arroz, que fue intensivo después del siglo X a. C. Aparecieron herramientas de bronce como cuchillos, pero su impacto real en la sociedad es mínimo. Espadas, espejos y campanas se encuentran en algunas tumbas, que a veces realizadas de esquisto y hierro se utilizaron en los nuevos trabajos agrícolas. Una espada de «tamaño de avispa» caracteriza la producción de armas típicas coreanas; parece relacionado con la china cultura de la daga de bronce de Liaoning. Era, al principio, obtenida por molde y, al final de la Edad del Bronce, directamente en el momento de la fundición. De esta manera es como se convirtió en un objeto ritual: la guarda y el pomo son entonces desproporcionados para conseguir recibir una decoración de animal, donde dominaba el cisne y el caballo. Es probable que la tecnología de bronce llegara a Corea desde el noreste de China, donde se había utilizado durante mucho tiempo (alrededor de 2000 a. C.). Pero Corea hizo un uso propio que no se ha asociado con la formación en otras partes del mundo.

### Los dólmenes

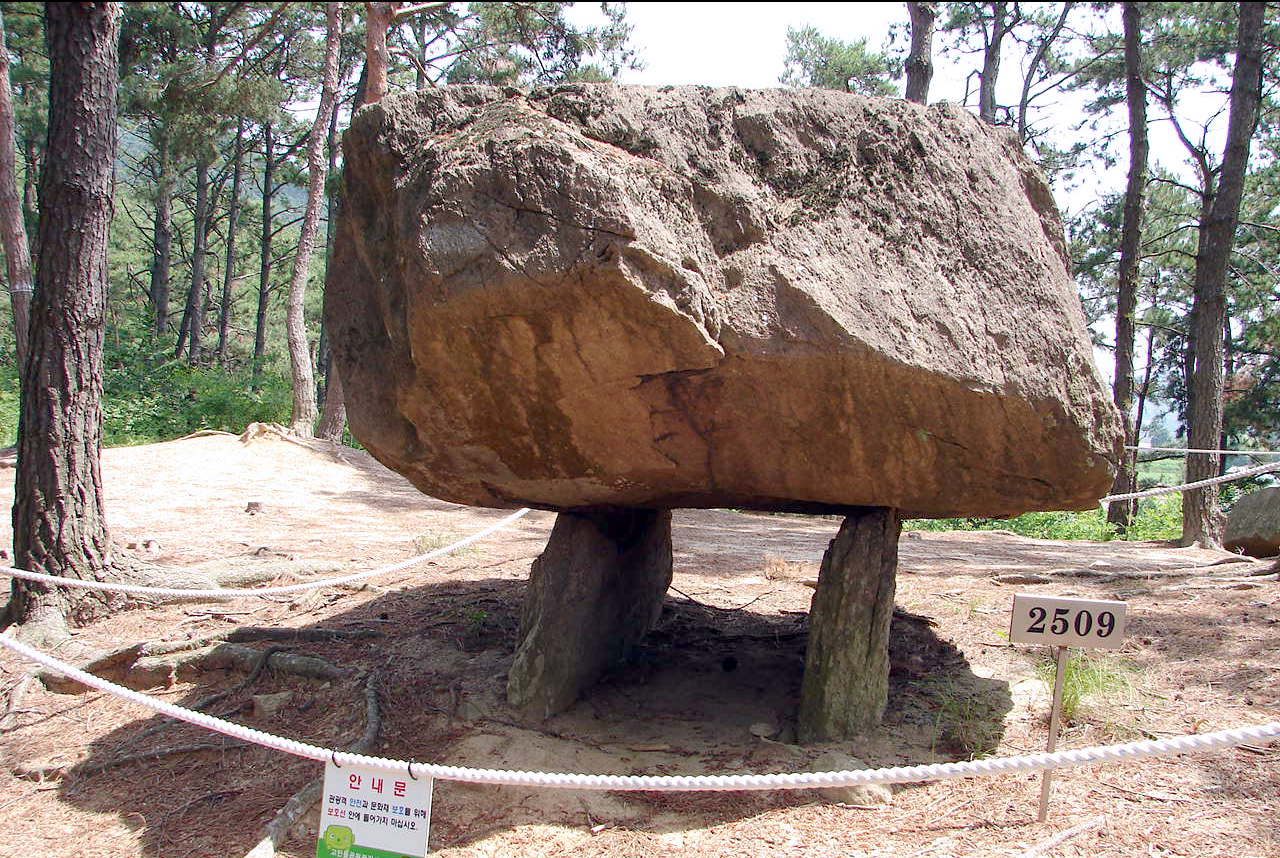
Uno de los dólmenes más grandes del sitio de Jungnim-ri, en la provincia de Jeolla del Norte.

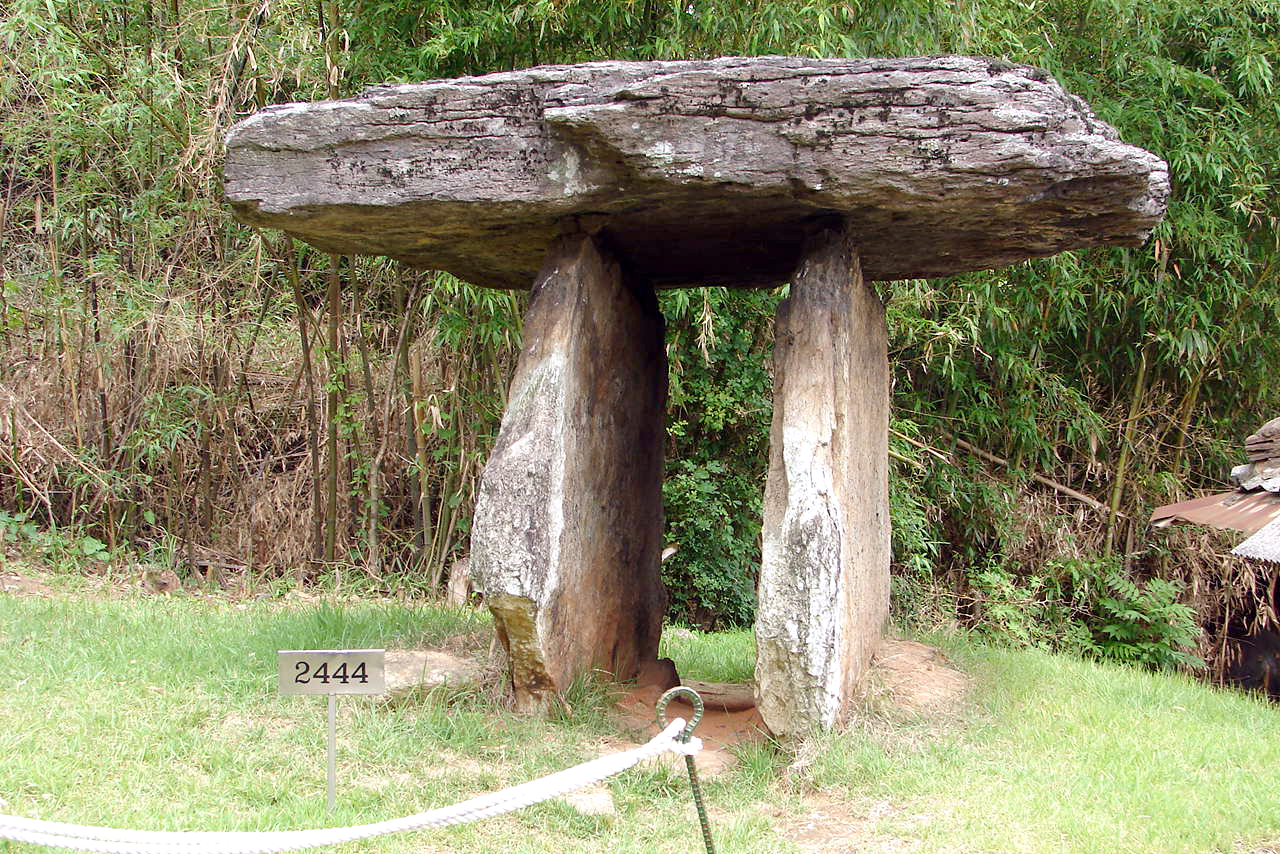
Vista de otro gran dolmen del mismo sitio arqueológico de Corea que el anterior.

Es la Edad de Bronce la que da los 30 000 dólmenes del país, o el 40% de los dólmenes en todo el mundo. "«Los sitios de dólmenes de Koch'ang, Hwasun y Kanghwa tienen la mayor densidad y variedad de dólmenes en Corea y, de hecho, en el planeta»" (UNESCO).
Los dólmenes coreanos son de tres tipos:
- el primero es, como los dólmenes neolíticos europeos, formado por dos o tres piedras verticales, sobre las que se colocaba una gran losa; siglo V a. C.
- el segundo tiene el mismo aspecto, por otro lado, las piedras de soporte no se han erigido, sino que han descendido a una cavidad hueca; siglo VI a. C.
- el tercer tipo no es un dolmen, ya que no hay montantes verticales.

A diferencia de los dólmenes de Europa, los dólmenes coreanos no eran tumbas de líderes ni personajes excepcionales. Son demasiado numerosos para eso. La mayor concentración de dólmenes en Corea se encuentra en el Jeolla (전라도), pero se encuentran en todas partes en la península. En la Isla Ganghwa hay 120 dólmenes, dispuestos en círculo. La losa de piedra más grande de Corea del Sur está en Ganghwa y mide 2.6 × 7.1 × 5.5 metros.

## Edad de Hierro

El mapa de la historia de Corea el año 476, el momento de mayor expansión territorial de Goguryeo.

La transición del Bronce tardío a la Edad de Hierro en Corea comenzó en el siglo IV a. C. Esto corresponde a la etapa posterior de Gojoseon, el período del estado Jin en el sur y el período de los Proto-Tres Reinos de los siglos I al IV.
El período que comienza después de 300 a. C. puede describirse como «protohistórico», un momento en que algunas fuentes documentales parecen describir a las sociedades en la península de Corea. Un ejemplo de las políticas históricas descritas en textos antiguos como Samguk Sagi y Samguk Yusa se realizaron en idioma chino clásico.
En la península de Corea el período histórico comienza entre finales del siglo IV y mediados del siglo V, cuando, como resultado de la transmisión del budismo , los Tres Reinos coreanos —Baekje (백제), Silla (신라) y Goguryeo (고구려)— adoptaron la escritura china para producir los primeros registros del viejo coreano. Se cree que sus religiones originales fueron de tipo chamanista, pero fueron incorporando paulatinamente influencias chinas, en particular del confucianismo y el taoísmo, en el siglo IV, el budismo fue introducido en la península y se expandió con rapidez, convirtiéndose en la religión oficial de los tres reinos en un tiempo relativamente corto.

## Prehistoria mitológica
Textos antiguos como el Samguk Sagi, SamguK Yusa ,Libro de los últimos Han y otros se han utilizado a veces para interpretar segmentos de la prehistoria coreana. La versión más conocida de la leyenda fundadora que relata los orígenes de la etnia coreana explica que un mítico «primer emperador», Dangun, nació de una deidad creadora y su unión con una hembra humana que formaron de un oso. Dangun construyó la primera ciudad. [9] Una cantidad significativa de investigación histórica en el siglo XX se dedicó a la interpretación de los relatos de los reinos Gojoseon (2333-108 a. C.), Gija Joseon (1122-194 a. C.), Wiman Joseon (194-108 a. C.), y otros mencionados en textos históricos, como Memorias históricas (109 a. C.-91 a. C.).

## Investigación posterior
La arqueología coreana fue fundada y desarrollada en el siglo XX, a pesar de la ocupación japonesa de 1910 a 1945. Luego, la guerra de Corea y la partición del país retrasaron las investigaciones. Los primeros descubrimientos significativos en del Paleolítico datan de 1964 en el sitio de Sookjang donde el profesor Pokee Sohn (1922-2010), pionero de la investigación del Paleolítico en Corea, hizo los principales descubrimientos que fundan la Prehistoria del país: los primeros bifaces en el sitio de Seokjangni así como las cuevas de Jeommal y Geum-gul que atestiguan, por sus restos de fauna, una presencia humana alrededor de 700 000 años. También descubrió los refugios rocosos de Sangsi ocupados por el Homo sapiens en el Paleolítico superior. Invitado a Francia por el profesor Henri de Lumley en 1976, organizaron una colaboración científica que sigue siendo muy activa en la actualidad.
En el siglo XXI, la arqueología coreana se ocupa de la informatización de datos, es más científica, lleva a cabo una arqueología que tiene en cuenta las dos Coreas y las cuestiones ambientales; la información se vuelve global.